# College Lovers
College Lovers è un film del 1930 diretto da John G. Adolfi.

## Trama
Tiny Courtley, star della squadra di football, vuole lasciare il college perché la ragazza di cui è innamorato se ne è scappata via con un altro. Mentre si sta recando in stazione insieme all'amico Eddie, vede una ragazza, Madge, che sta per buttarsi dal ponte. I due la salvano e, affascinati da lei, se ne innamorano. Tiny però non sa che Madge ha finto il suicidio, d'accordo con Frank Taylor, il ragazzo di cui lei è innamorata, per impedire in qualche modo che Tiny abbandonasse l'università.

## Produzione
Il film fu prodotto dalla First National Pictures (A First National-Vitaphone Picture) (controlled by Warner Bros. Pictures Inc.)

### Canzoni
- Up and At 'Em, parole e musica di Ned Washington, Herb Magidson e Michael Cleary
- One Minute of Heaven, parole di musica di Ned Washington, Herb Magidson e Michael Cleary

## Distribuzione
Il copyright del film, richiesto dalla First National Pictures, Inc., fu registrato il 3 ottobre 1930 con il numero LP1601.
Distribuito dalla First National Pictures, il film uscì nelle sale cinematografiche USA il 5 ottobre 1930. In Irlanda, uscì il 22 maggio 1931.